# Visconde das Antas
Visconde das Antas é um título nobiliárquico criado por D. Maria II de Portugal, por Decreto de 13 de Maio de 1836 e Carta de 6 de Julho de 1837, em favor de Francisco Xavier da Silva Pereira, antes 1.º Barão das Antas e depois 1.º Conde das Antas.
Titulares
1. Francisco Xavier da Silva Pereira, 1.º Barão, 1.º Visconde e 1.º Conde das Antas.